# Rasborinus macrolepis
Rasborinus macrolepis és una espècie de peix cipriniforme de la família dels ciprínids.

## Morfologia
- Els mascles poden assolir 4,8 cm de longitud total.[4][5]

## Hàbitat
És un peix d'aigua dolça i de clima tropical.

## Distribució geogràfica
Es troba a Àsia: és originari del sud de Taiwan i ha estat introduït a Singapur.